# چلسی (نام کوچک)
چلسی یک نام انگلیسی است که از نام مکانی انگلیسی قدیم ċealc hȳð،[۱] یا Celcyth مدرن به معنای محل فرود گچ گرفته شده است. این نام به چلسی تبدیل شد، مکانی در رودخانه تیمز که به منطقه‌ای در لندن تبدیل شد که به‌خاطر ساکنان ثروتمند و تأثیرگذار اجتماعی‌اش شناخته می‌شود. بسیاری از مکان‌ها بر اساس نام مکانی انگلیسی چلسی نامگذاری شده‌اند.